# CP série 9300
La série 9300 est une ancienne série d'autorails à voie métrique des CP, les chemins de fer portugais.

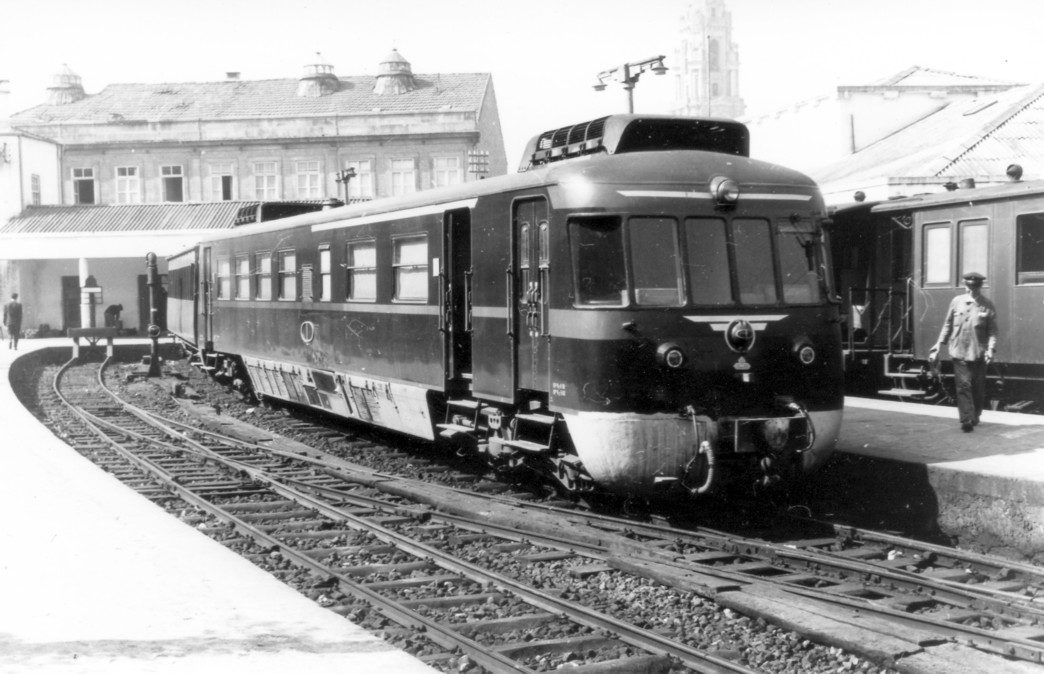
Autorail 9301 à voie métrique à Porto-Trinidade.